# 樺島彩
樺島 彩（かばしま あや、1990年12月4日 - ）は、福岡県出身のフリーアナウンサー。元TBSスパークル（旧：キャスト・プラス）所属。

## 人物
中村学園女子高等学校卒業後、福岡女学院大学に進学。当初アナウンサーは進路の選択肢になかったが、大学生の時に周囲に「アナウンサーも考えてみたら?」と言われ、アナウンススクールで楽しさに目覚め、志すようになった。
2013年4月に南日本放送に入社。初鳴き（鹿児島でのラジオデビュー）は2013年5月20日。テレビニュースデビューは2013年6月5日。退社前日まで、3年間司会を担当する午前の情報番組『ズバッと!鹿児島』の初登場は2013年10月7日(月)。以降経験を積み、2016年度は『ズバッと!鹿児島』『国保でHOT情報』『ときめきワイド』と3番組担当する。

2016年7月中旬には、夕方の情報番組『かごしま4』の女性司会代役を、数日間担当した。
MBC季刊誌「ふるぷり」の2013年春号・夏号・秋号および2014年冬号の表紙を飾る。MBCが関わるイベントでは年数回、進行等を担当した、2016年9月末で退社。
2016年10月15日からTBSニュースバード（現・TBS NEWS）のキャスターを務める。2020年3月の退任まで、主に『TBS NEWS ワイド』のキャスターを務める。

## 過去の担当・出演番組

### 南日本放送時代
- ズバッと!鹿児島[1]（月曜～金曜担当）[10]2013年10月～2016年3月。（火曜～木曜担当）2016年4月～2016年9月。
  - 2016年9月29日放送分を以って同番組を卒業することが報告された。
- 国保でホット情報
- ときめきワイド
- MBCニュース
- こんにちは!法人会です。（ラジオ）

### フリー転向後
- TBS NEWS (CS放送)（旧・TBSニュースバード、2016年10月 - 2020年3月） - キャスター（日替わり出演）[11]

1. 各ニュース枠
2. 『ビジネス・ナビ』（東証アローズからの生中継。担当週になると平日２曜日か３曜日の連続出演が基本だが、代役で１曜日出演の場合もあり）
3. 『ニュースの視点』
4. 『時代を読む』
5. 『わたしのヒトリゴト』
6. 『TBS NEWS ワイド（旧・ニュースバードワイド）』(当初平日５曜日担当 14:00-18:00、現在平日約３曜日担当15:00-17:00。初回2017年6月19日～)
7. 『東日本大震災追悼特別番組「復興、その先へ」』（中継リポーターおよびVTR、2017年3月11日）[12][13]

- 満足！トレンドナビ（2017年6月17日、BS-TBS）[14]
- はやドキ![15]（2019年4月 - 2021年3月、TBSテレビ） - 水曜日・金曜日（一時期）のサブキャスター
- まるっと!サタデー（2019年7月6日 - 2021年3月、TBSテレビ） - サブキャスター

## エピソード
- ファッション誌「PINKY」の、オーディション2009ファイナリスト10名に選ばれたことがある[16]。
- 現在はアナウンサー業を引退し、福岡に戻っていると言われている。